# اريك هاريس
اريك هاريس (بالإنجليزية: Eric Harris) هو لاعب كرة قدم أمريكية ولاعب كرة القدم الكندية أمريكي، ولد في 11 أغسطس 1955 في ممفيس في الولايات المتحدة، وتوفي في 19 فبراير 2012 في ليتل روك في الولايات المتحدة.

## وصلات خارجية
- اريك هاريس على موقع مرجع كرة القدم المحترفة.كوم (الإنجليزية)